# Station Trzebaw Rosnówko
Station Trzebaw Rosnówko is een spoorwegstation in de Poolse plaats Trzebaw.